# Brenda Blethyn
Brenda Blethyn, née le 20 février 1946 à Ramsgate, est une actrice britannique particulièrement connue pour son rôle dans le drame Secrets et Mensonges, la comédie Saving Grace et pour son rôle de l’inspecteur chef Vera Stanhope dans la série les Enquêtes de Vera.

## Biographie

### Jeunesse
Brenda Blethyn (née Brenda Bottle) grandit dans une famille très modeste, petite dernière d'une fratrie de neuf enfants.

### Des débuts au théâtre
Après avoir travaillé plusieurs années en tant que sténo-dactylo, elle quitte tout à 27 ans pour s'inscrire à la Guilford School of Acting qui lui permet de monter sur les planches pour la première fois. En 1976, elle monte à Londres où elle construit une solide carrière au prestigieux Royal National Theatre en y interprétant de grands classiques.

### Reconnaissance internationale au cinéma
Après plusieurs rôles à la télévision britannique, Brenda Blethyn connaît son premier succès à l'international grâce au film de Robert Redford Et au milieu coule une rivière dans lequel elle campe, dans un second rôle, la mère de Brad Pitt et de Craig Sheffer qui commencent leur carrière. Le film est salué par la critique.

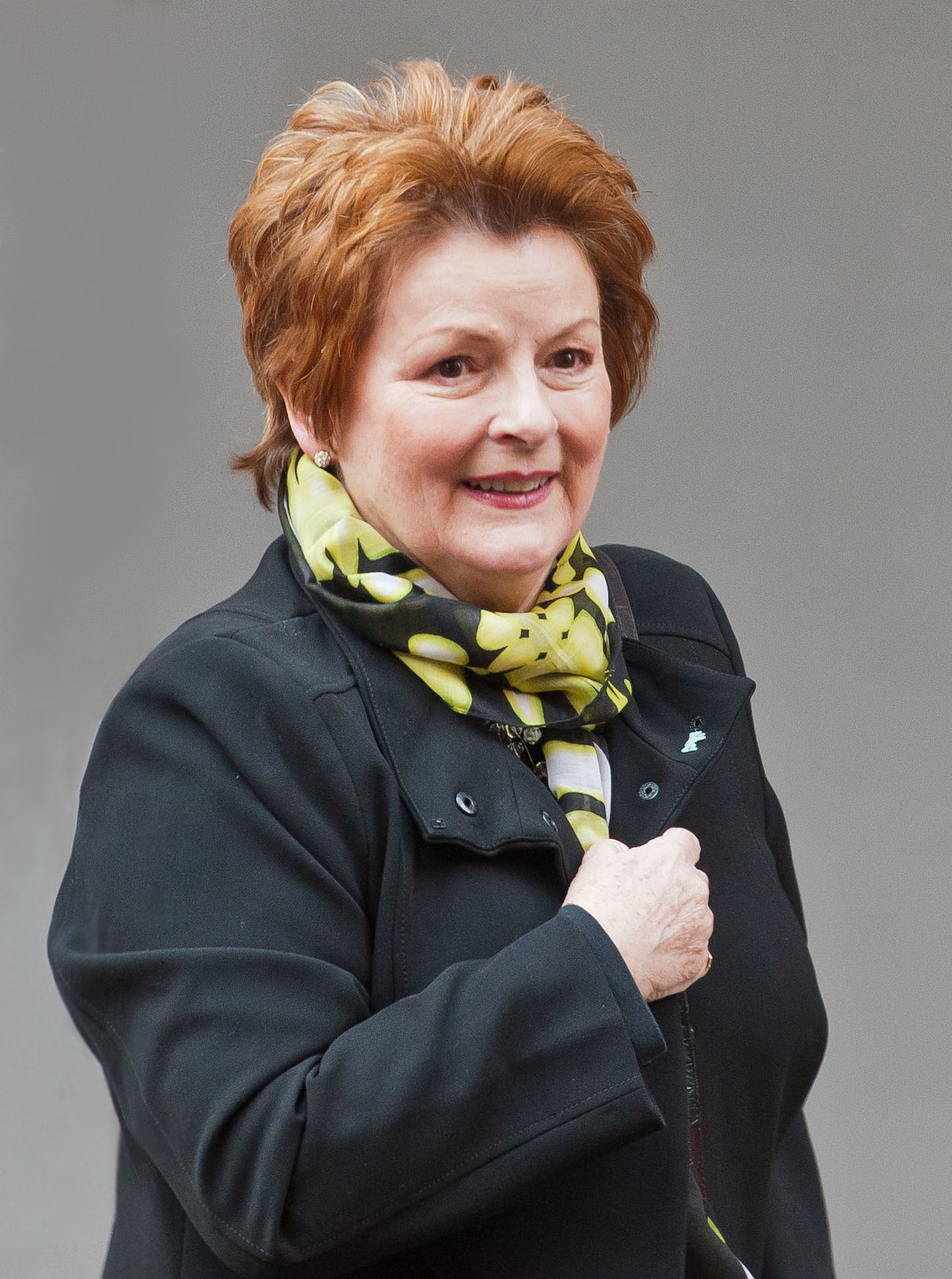
Blethyn à Berlin pour la présentation de La Voie de l'ennemi.

Mais c'est seulement en 1996, à l'âge de cinquante ans, que la comédienne est révélée au grand public lors du 49e Festival de Cannes où elle décroche le Prix d'interprétation féminine pour son rôle dans le drame social Secrets et Mensonges, réalisé par Mike Leigh. Brenda Blethyn y interprète le rôle de Cynthia, une ouvrière blanche vivant dans un quartier populaire et mère célibataire, qui reçoit un jour l'appel de sa fille qu'elle abandonna une vingtaine d'années plus tôt. Le film est un triomphe et remporte également la Palme d'or. Ce rôle lui fait par la suite remporter le Golden Globe de la meilleure actrice dans un film dramatique ainsi que le British Academy Film Award de la meilleure actrice en plus d'une nomination à l'Oscar de la meilleure actrice.

### Confirmation et éclectisme
En 1999, Brenda Blethyn est nommée une seconde fois dans la catégorie second rôle pour son rôle dans Little Voice de Mark Herman. 
Son autre succès personnel est la comédie Saving Grace, sortie en 2000 et dans laquelle elle interprète Grace, une récente veuve qui, pour faire face aux dettes de son mari, cultive du cannabis. Tourné à Port Isaac en Cornouailles, le film est également porté par l'acteur écossais Craig Ferguson et le Français Tcheky Karyo. La prestation de l'actrice est couronnée d'une nomination aux Golden Globe, au London Film Critics Circle ainsi qu'aux Satellite Awards.
Plus tard, elle tourne deux fois avec la jeune comédienne Keira Knightley. D'abord dans l'adaptation du roman de Jane Austen Orgueil et Préjugés sorti en 2005. Le film est nommé quatre fois aux Oscar de 2006 et deux fois aux Golden Globe de 2006. Leur seconde collaboration, Reviens-moi, a lieu sous la direction du même réalisateur, Joe Wright. Brenda Blethyn y joue la mère de James McAvoy, l'autre héros de ce drame romantique. Le film fait l'ouverture de la Mostra de Venise en 2007.
En 2008, elle est membre du jury des longs-métrages du 43e Festival international du film de Karlovy Vary, sous la présidence d'Ivan Passer.
C'est en 2011 que Brenda Blethyn entame sa première collaboration avec le réalisateur franco-algérien Rachid Bouchareb pour le film London River, un drame poignant qui prend place à la suite des attentats de Londres en 2005 où une mère rejoint la capitale britannique pour s'assurer que sa fille est bien vivante. Dans sa recherche, celle-ci croise le personnage interprété par Sotigui Kouyaté qui, venu de France, cherche son fils pour la même raison. Le comédien remporte l'Ours d'argent du meilleur acteur au Festival de Berlin 2009.
Pour la télévision, la comédienne partage ensuite avec l'américaine Hilary Swank l'affiche de Mary et Martha : Deux mères courage en 2013. D'après des faits réels, l'histoire raconte le combat de deux femmes unies dans la lutte contre la malaria à la suite du décès de leurs fils respectifs. 
En 2014, Brenda Blethyn retrouve Rachid Bouchareb qui la dirige dans La Voie de l'ennemi, face à Forest Whitaker, Harvey Keitel et Ellen Burstyn. Tourné au Nouveau-Mexique, le film évoque la rédemption d'un ancien prisonnier et le besoin de vengeance d'un shérif local et la comédienne interprète l'officier de probation du héros. Le film fait partie de la sélection officielle de la Berlinale 2014.
Les activités cinématographiques de Brenda Blethyn ne l'éloignent pas de la télévision puisque la comédienne incarne, depuis 2011, l'inspectrice en chef Vera Stanhope dans la série britannique Les Enquêtes de Vera, diffusée en France par la chaîne de télévision France 3.

### Vie personnelle
Après un premier mariage, de 1964 à 1973 avec Alan James Blethyn, elle a épousé en 2010 son compagnon de longue date, le directeur artistique britannique Michael Mayhew. La comédienne n'a pas d'enfant.
Elle est Officier de l'Empire britannique depuis 2003.

## Filmographie

### Télévision
- 1982 : Le Roi Lear : Cordelia
- 1983 : Henry VI, Part One : Joan La Pucelle
- 1983 : Death of an Expert Witness : Angela Foley
- 1985 : That Uncertain Feeling : Mrs. Lewis
- 1987 : Sunday Premiere: Claws : Sylvia
- 1987 : Barbara Hutton, destin d'une milliardaire (en) (Poor Little Rich Girl: The Barbara Hutton Story) : Tiki
- 1989 : The Labours of Erica : Erica Rogers
- 1993 : The Bullion Boys : Gwen
- 1993 : The Buddha of Suburbia : Margaret Amir
- 1994 : Outside Edge : Miriam Dervish
- 1999 : RKO 281 : La Bataille de Citizen Kane : Louella Parsons
- 2001 : Seven Roses : Pamela
- 2001 : Anne Frank (Anne Frank: The Whole Story) : Auguste Rottgen-van Pels
- 2003 : Bob the Builder: The Knights of Can-A-Lot : Dr Florence Montfitchett (voix)
- 2003 : Between the Sheets : Hazel Delany
- 2004 : Belonging : Jess Copplestone
- 2007 : Guerre et Paix : Márja Dmitrijewna Achrosímowa

- 2008 : New York, unité spéciale (saison 10, épisode 8) : Caroline Cresswell / Linnie Malcolm
- 2011 : Les Enquêtes de Vera : Vera Stanhope
- 2013 : Mary et Martha : Deux Mères courage (Mary and Martha) : Martha

### Cinéma
- 1990 : Les Sorcières (The Witches) : Mrs. Jenkins
- 1992 : Et au milieu coule une rivière (A River Runs Through It) : Mrs. Maclean
- 1996 : Secrets et Mensonges (Secrets & Lies) : Cynthia Rose Purley
- 1997 : Remember Me ? : Shirley
- 1998 : Girls' Night : Dawn Wilkinson
- 1998 : Night Train (en) : Alice Mooney
- 1998 : In the Winter Dark : Ida Stubbs
- 1998 : Little Voice : Mari Hoff

- 1998 : Le 'Cygne' du destin (Music from Another Room) : Grace Swan
- 2000 : Saving Grace : Grace Trevethyn
- 2001 : Yes You Can : Fish Lady
- 2001 : Yellow Bird : Mrs. Louise Tutwiler
- 2001 : Daddy and Them de Billy Bob Thornton : Julia Montgomery
- 2001 : Lovely and Amazing : Jane Marks
- 2001 : On the Nose : Mrs.Delaney
- 2002 : Pumpkin : Judy Romanoff
- 2002 : Sonny : Jewel Phillips
- 2002 : La Famille Delajungle, le film (The Wild Thornberrys Movie) : Mrs. Fairgood (voix)
- 2002 : L'Amour, six pieds sous terre (Plots with a View) : Betty Rhys-Jones
- 2003 : Amour interdit (The Sleeping Dictionary) : Aggie Bullard
- 2003 : Blizzard : Aunt Millie
- 2004 : Jim l'excentrique
- 2004 : Beyond the Sea de Kevin Spacey : Polly Cassotto
- 2004 : A Way of Life : Annette
- 2005 : Une belle journée (On a Clear Day) : Joan
- 2005 : Winnie l'ourson et l'Éfélant (Pooh's Heffalump Movie) : Mama Heffalump (voix)
- 2005 : Orgueil et Préjugés (Pride & Prejudice) : Mrs. Bennet
- 2007 : Reviens-moi (Atonement) : Grace Turner
- 2008 : London River de Rachid Bouchareb
- 2009 : Dead Man Running : la mère de Nick
- 2014 : La Voie de l'ennemi (Two men in town) de Rachid Bouchareb : Emily Smith
- 2023 : Crazy Bear : une ranger

## Voix françaises
Différentes comédiennes ont prêté leur voix à Brenda Blethyn, parmi elles, on peut citer :
| - Colette Venhard dans : - Little Voice - Guerre et Paix (mini-série) - Martine Irzenski dans : - L'Amour, six pieds sous terre - Mary & Martha : Deux mères courage - Claude Chantal dans : - Orgueil et Préjugés - Expiation | Et aussi - Jocelyne Darche dans Et au milieu coule une rivière - Anne Ludovik dans Secrets et Mensonges - Martine Sarcey dans Saving Grace - Annie Sinigalia dans Amour interdit - Nanou Garcia dans Une belle journée - Marie-Martine dans Les Enquêtes de Vera (série télévisée) - Francine Laffineuse dans La Voie de l'ennemi |

## Récompenses et nominations
- Secrets et Mensonges
  - Prix d'interprétation féminine au Festival de Cannes.
  - Golden Globe de la meilleure actrice dans un film dramatique
  - British Academy Film Award de la meilleure actrice
  - Empire Award de la meilleure actrice
  - London Film Critics Circle de la meilleure actrice
  - Nomination à l'Oscar de la meilleure actrice
  - SAG Award de la meilleure actrice
  - Nomination au Satellite Award de la meilleure actrice
- Little Voice
  - Nomination à l'Oscar de la meilleure actrice dans un second rôle
  - Nomination au Golden Globe de la meilleure actrice dans un second rôle
  - Nomination au BAFTA de la meilleure actrice dans un second rôle
  - Nomination au SAG Award de la meilleure actrice dans un second rôle
  - Nomination au Satellite Award de la meilleure actrice dans un second rôle
- Saving Grace
  - Nomination au Golden Globe de la meilleure actrice dans un film musical ou une comédie
  - Nomination au London Film Critics Circle de la meilleure actrice
  - Nomination à l'Empire Award de la meilleure actrice
  - Nomination au Satellite Award de la meilleure actrice

## Ouvrages
Brenda Blethyn a écrit une autobiographie en 2006 sous le titre "Mixed Fancies. A Memoir." parue aux éditions Simon & Schuster UK.
"Kaléidoscopique Brenda Blethyn", ouvrage sur la filmographie de l'actrice, de Catherine Renée Lebouleux, préfacé par Ian Ricketts est paru en novembre 2020 aux éditions calisto-235  (ISBN 978-2-9572359-0-2).